# Nevada Solar One

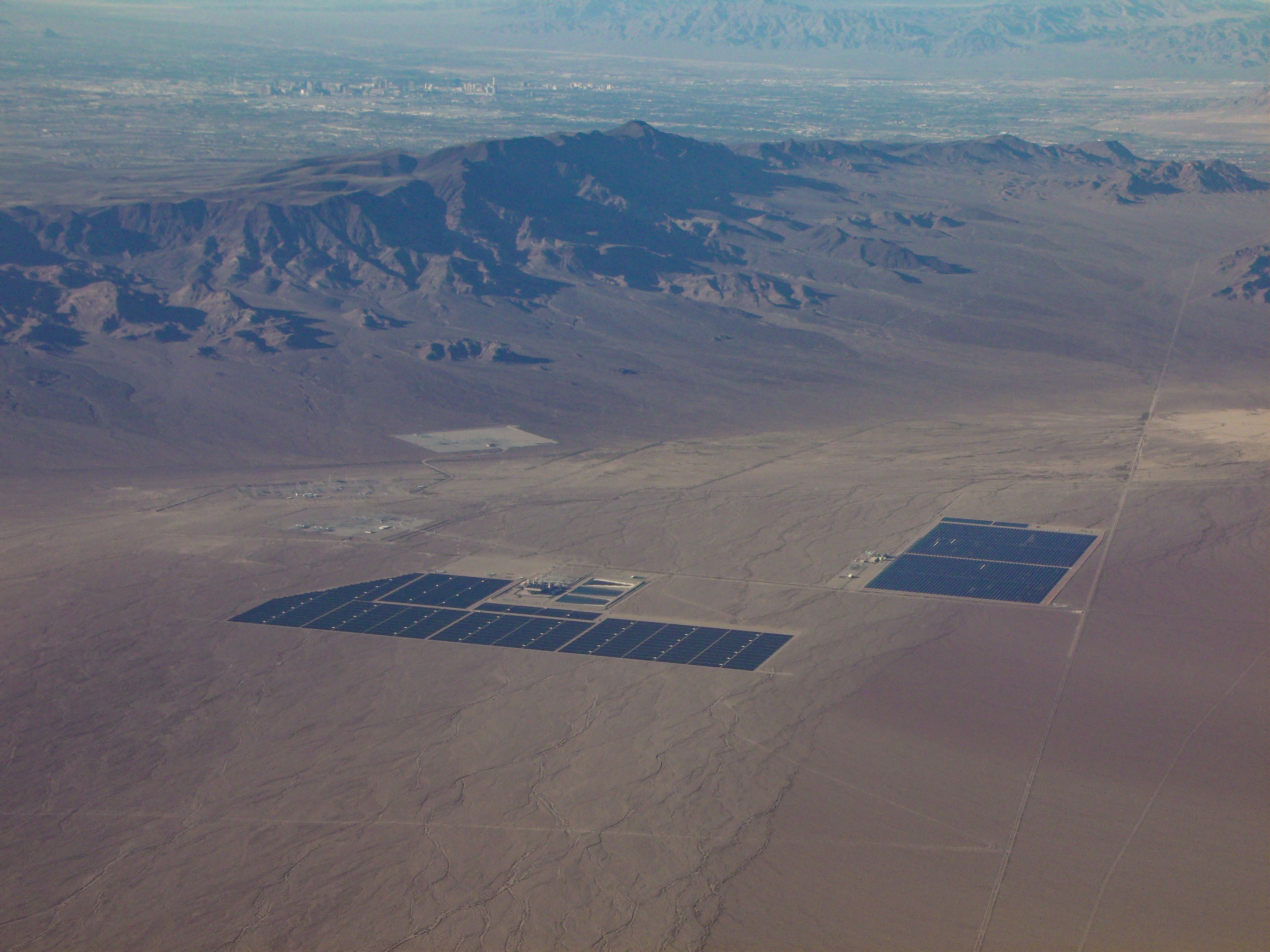
Zdjęcie lotnicze Nevada Solar One

Nevada Solar One – elektrownia słoneczna w Boulder City w stanie Nevada w USA. Wytwarza energię o mocy 64 MW. Jej budowa zakończyła się w czerwcu 2007 roku. Zajmuje powierzchnię 400 akrów.